# 王錫基
王錫基，SBS，JP（1947年11月30日—），前香港政府官員，曾任創新科技署署長。

## 簡歷
王錫基1974年9月加入郵政署任助理電訊工程師，1978年9月晉升為電訊工程師，1980年7月晉升為高級電訊工程師，1984年6月晉升為總電訊工程師，1988年7月晉升為郵政署助理署長。1994年3月加入電訊管理局為電訊管理局高級助理總監，1997年4月晉升為電訊管理局局長。2003年8月至2007年11月出任創新科技署署長。
王錫基畢業於香港大學，先後於該校獲取工程科學學士學位，哲學碩士學位及社會科學碩士學位。他服務政府34年，於2008年獲頒授銀紫荊星章。
2008年10月，王錫基獲委任為OLPC（每童一電腦）亞太區總裁。
2012年，王錫基獲香港交易所創業板上市公司易通訊邀請，擔任獨立非執行董事。
2014年，王錫基擔任和順堂（國際）醫藥有限公司總裁。

## 資料來源
1. ↑  電訊局總監王錫基獲委任為創新科技署署長 （页面存档备份，存于） 公務員事務局，2003年6月25日
2. ↑  王錫基：調職無關小報告 （页面存档备份，存于） 文匯報，2003年6月26日
3. ↑  .   [2012-10-11]. （原始内容存档于2013-12-14）.
4. ↑  .   [2012-10-11]. （原始内容存档于2012-06-26）.
5. ↑  中環在線：退休科技官 易通訊做非執董 蘋果日報，2012年1月3日